# Bella Dolores (polacra)
La Bella Dolores fue una polacra construida en 1856 en Lloret de Mar, Cataluña (España), por el maestro de ribera Bonaventura Ribas y Maura. Forma parte de la tradición popular local.

## Descripción
Realizó varios viajes por el océano Atlántico, donde sufrió diversos daños. Por este motivo, los propietarios del barco, los señores Duralls, decidieron alargar la eslora para hacerlo más maniobrable y seguro en alta mar. Esta transformación fue encargada al maestro de ribera lloretense Agustí Macià. La transformación del casco se hizo en Lloret de Mar entre junio de 1875 y junio de 1876, y terminada esta tarea, en 1880 se cambió su aparato de polacra redonda por el de un bergantín redondo. En 1896 fue vendida a un armador melillense por 5000 pesetas y no se sabría más de ella.
En marzo de 1944 se estrenó en el Teatro Cine Moderno de Lloret de Mar una zarzuela con el nombre de Bella Dolores, homenajeando a esta polacra popular en el municipio.
El barco también le da nombre al edificio histórico y hotel La Bella Dolores, ubicado en el centro de Lloret de Mar.